# Cá bống bớp
Cá bống bớp (danh pháp hai phần: Bostrychus sinensis), còn có tên là cá bớp hay cá bống bốn mắt là một loài cá nước lợ thuộc họ Cá bống đen.

## Đặc điểm
Loài cá này có thân hình trụ tròn với đầu ngắn, mắt nhỏ và mõm tầy. Da trơn do bao phủ bởi những vẩy rất nhỏ. Hai vây lưng của con vật tách biệt nhau nhưng vây bụng thì gần nhau và dính ở gốc vây. Thông thường cá bống bớp dài chừng 15 đến 18 cm và cân nặng từ 150 đến 300 gam, tuy nhiên một số cá thể có thể dài đến 25 cm. Tốc độ sinh trưởng nhìn chung là chậm.
Thức ăn của cá bống bớp là các loại như còng, cáy, tôm, cua nhỏ, dăn dắt hay cá tạp.

## Phân bố
Cá bống bớp phân bổ ở nhiều nơi trên khu vực duyên hải Ấn Độ Dương và Thái Bình Dương, từ Úc đến tận Đài Loan, Trung Quốc, tại những vùng nước ven bờ có nhiệt độ 20-30 độ C và độ mặn từ 2 đến 25%. Chúng sinh sống trong các hang đất ở rừng ngập mặn theo từng cặp đực cái hay theo bầy.
Ở Việt Nam, chúng sinh sống ở các vùng rừng ngập mặn, cửa sông và vùng nước triều ven bờ tây vịnh Bắc Bộ (từ Quảng Ninh đến Hà Tĩnh), Nam Trung Bộ, Đông và Tây Nam Bộ - nói chung là từ Bắc chí Nam. Mùa sinh sản của loài kéo dài từ tháng 3 đến tháng 8. Trứng sẽ nở sau khoảng 3 đến gần 4 ngày trong điều kiện nhiệt độ 28 – 30 độ C và độ mặn từ 17 – 20%. IUCN không đánh giá mức độ nguy cấp của loài, nhưng tại Việt Nam thì nó là loài cực kỳ nguy cấp.

## Giá trị
Cá bống bớp được đánh giá là nguồn thực phẩm có giá trị dinh dưỡng cao và thịt thơm ngon, đồng thời là mặt hàng xuất khẩu có giá trị cao nên từng bị đánh bắt nhiều dẫn đến quần thể của chúng bị sụt giảm mạnh, đứng trước nguy cơ tuyệt chủng. Tuy nhiên, hiện nay loài cá này đã được chăn nuôi ở một số quốc gia và vùng lãnh thổ như như Trung Quốc, Hồng Kông, Đài Loan và cả Việt Nam (các khu vực Quảng Ninh, Hải Phòng, Nam Hà, Thái Bình, Nghệ An, Hà Tĩnh).